# Michael Tišljar von Lentulis
Michael svobodný pán Tišljar von Lentulis (chorvatsky Mihael / Mijo Tišljar barun od Lentulis) (16. září 1853 Virje – 28. dubna 1922 Vídeň) byl rakousko-uherský generál chorvatského původu. V c. k. armádě sloužil od roku 1874, byl důstojníkem generálního štábu a vystřídal působení u různých jednotek pěchoty. V letech 1907–1917 zastával funkci vrchního velitele c. k. četnictva a v roce 1913 dosáhl hodnosti generála pěchoty. Při odchodu do penze byl v roce 1917 povýšen do stavu svobodných pánů. Po zániku monarchie mu byla přiznána hodnost generála ve výslužbě v československé armádě (1919).

## Životopis
Pocházel z chorvatské selské rodiny připomínané od 16. století, narodil se jako starší syn Martina Tišljara (1829–1876) a jeho manželky Anny, rozené Pintarové (1834–1871). Vojenskou průpravu získal na kadetních školách v Bjelovaru (1868–1871) a Záhřebu (1871–1873). Do armády vstoupil v roce 1874 jako poručík k 16. pěšímu pluku v Bjelovaru. Krátce sloužil v Terstu a v roce 1878 se zúčastnil okupace Bosny a Hercegoviny. Krátce působil u okupační správy v Sarajevu a v roce 1880 přešel v hodnosti nadporučíka k 69. pěšímu pluku v Székesfehérváru. V letech 1881–1883 si doplnil vzdělání na Válečné škole (K.u.k. Kriegsschule) ve Vídni a byl zařazen do sboru důstojníků generálního štábu. V letech 1883–1885 sloužil u 38. pěší brigády v Českých Budějovicích. V roce 1885 byl povýšen na kapitána a tři roky strávil u 24. pěší divize v Přemyšlu. V letech 1888–1889 byl štábním důstojníkem u 13. armádního sboru v Záhřebu a poté působil přímo na generálním štábu ve Vídni. V roce 1892 byl povýšen na majora a po krátké službě v Kluži pak šest let strávil u 22. pěšího pluku v Zadaru, mezitím v roce 1895 dosáhl hodnosti podplukovníka. V roce 1898 byl povýšen na plukovníka a následně byl velitelem 71. pěšího pluku, s nímž vystřídal působení ve Vídni, Prešpurku a Trenčíně (1898–1904).
K datu 1. listopadu 1904 byl povýšen do hodnosti generálmajora a převzal velení 58. pěší brigády v Liberci (1904–1906). V roce 1906 byl povolán do Vídně jako zástupce velitele c. k. četnictva a v letech 1907–1917 byl vrchním velitelem c. k. četnictva (Gendarmerieinspektor). V této funkci sídlil v paláci na ulici Opernring 6 projektovaném českým architektem Josefem Hlávkou. V roce 1908 byl povýšen do hodnosti polního podmaršála a k datu 1. května 1913 obdržel hodnost titulárního generála pěchoty. K datu 1. února 1917 byl penzionován. Po zániku monarchie kvůli nároku na penzi požádal o služební zařazení do československé armády a v roce 1919 mu byla v Československu přiznána hodnost generála III. třídy ve výslužbě.
Zemřel ve Vídni 28. dubna 1922 ve věku 68 let, pohřben byl na hřbitově ve vídeňské čtvrti Ober St. Veit.

## Tituly a ocenění
V roce 1908 byl povýšen do šlechtického stavu s titulem a predikátem Edler von Lentulis. Při příležitosti odchodu do výslužby byl k datu 4. ledna 1917 povýšen do stavu svobodných pánů. Během vojenské služby obdržel řadu vyznamenání.
- Válečná medaile (1879)
- Služební odznak pro důstojníky III. třídy (1897)
- Jubilejní pamětní medaile (1898)
- Řád železné koruny III. třídy (1902)
- Vojenský jubilejní kříž (1908)
- rytířský kříž Leopoldova řádu (1909)
- Služební odznak pro důstojníky II. třídy (1911)
- Řád železné koruny I. třídy s válečnou dekorací (1915)
- Vyznamenání za zásluhy o Červený kříž s válečnou dekorací (1916)
- velkokříž Řádu sv. Alexandra (1917, Bulharsko)

## Rodina
Během své služby v Sarajevu po roce 1878 se seznámil s Marií Isidorou Maškovou von Bosnadol (1857–?), dcerou chorvatského vojenského lékaře Ivana Maška (1821–1886), vzali se v roce 1879 ve Vídni. Z manželství se narodily čtyři děti, tři synové a dcera Hilda (1880–1968), provdaná za důstojníka generálního štábu Rudolfa Wegwarta. Syn Milan (1882–1969) byl za první světové války majorem u generálního štábu, nejmladší syn Ivan (1887-?) působil jako státní úředník a v meziválečném období byl generálním ředitelem velkostatku Brumov na Moravě. Ve Vídni rodina sídlila původně v domě v ulici Trauttmansdorffstraße 27 ve 13. vídeňském obvodu, od roku 1921 obývali v ulici Hietzinger Hauptstraße 122 vilu pronajatou od židovské rodiny Przibramů.
Jeho mladší bratr Stjepan (1857–1922) byl diplomatem a působil u konzulátů v Jokohamě, Buenos Aires a Miláně.